# Luca Pitti
Luca Pitti (Firenze, 1º giugno 1395 – Firenze, 10 marzo 1473) è stato un banchiere italiano, ricco fiorentino, vissuto all'epoca della signoria di fatto di Cosimo de' Medici, che iniziò la costruzione di Palazzo Pitti che dalla sua famiglia prende il nome.

## Biografia

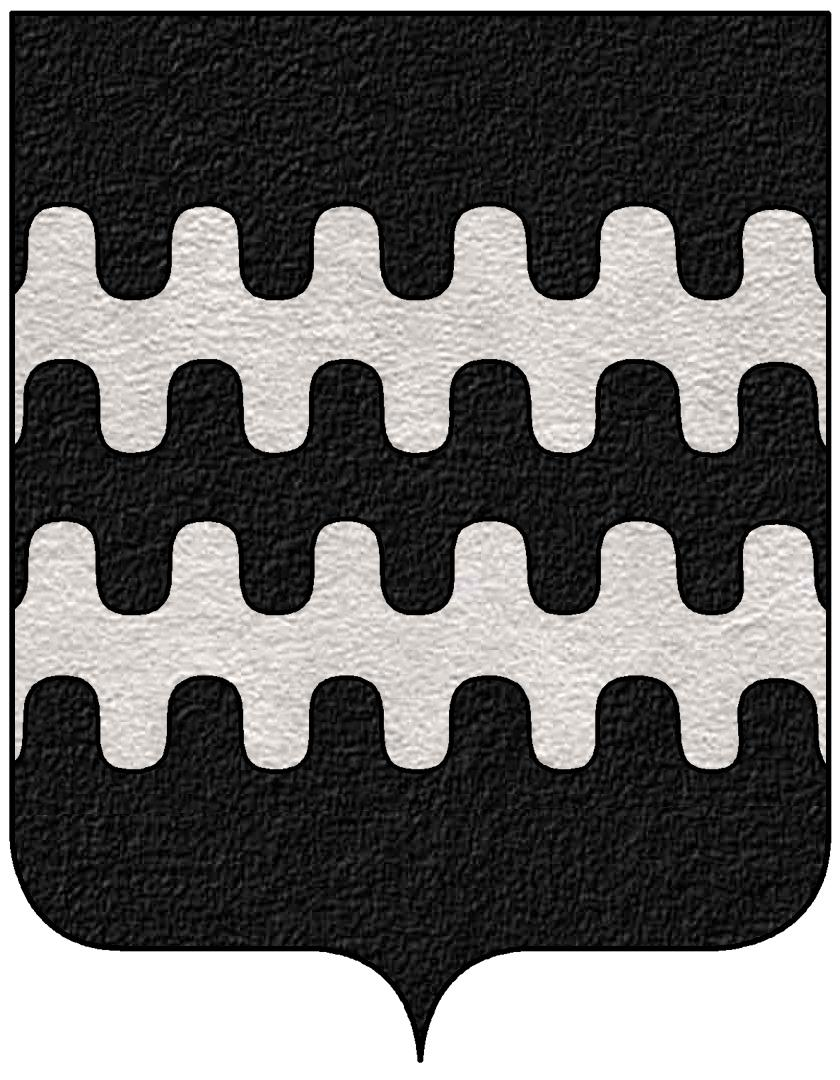
Stemma Pitti

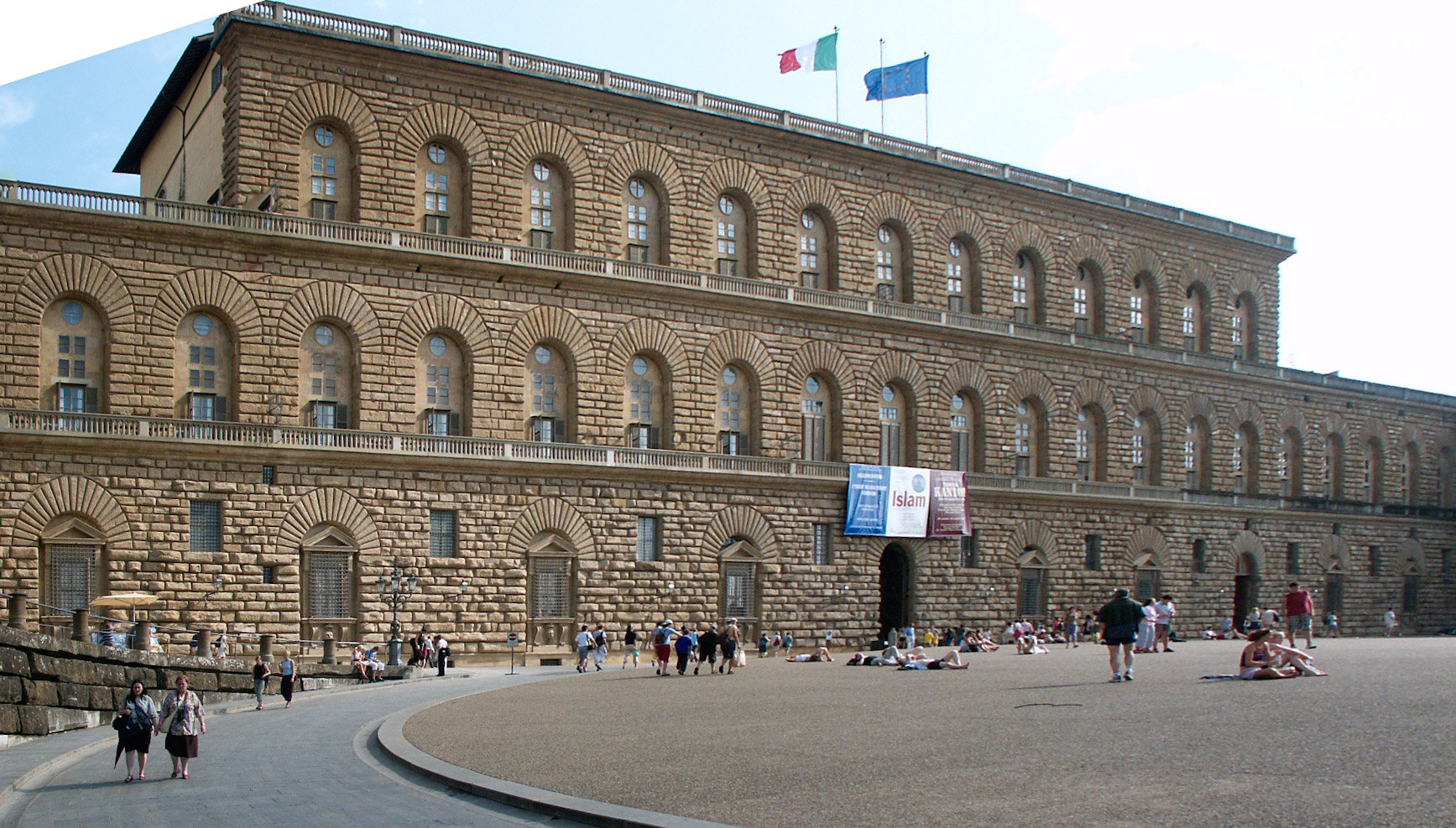
Firenze, Palazzo Pitti

Nacque nel 1395, figlio di Bonaccorso Pitti e di Francesca di Luca di Piero Albizzi.
Come Gonfaloniere di Giustizia, la più alta carica cittadina, guadagnò notevole potere e influenza, ma nell'agosto del 1458 tentò un colpo di Stato in nome della Repubblica Fiorentina contro Cosimo, ormai vecchio e fragile, viaggiando tra i principati confinanti in cerca di sostegno contro il governo di fatto in mano di Cosimo. Fu dichiarato ribelle, esiliato e in seguito ritornò a Firenze, dove si dedicò alla costruzione del suo palazzo.
Dopo la morte di Cosimo in un primo tempo cercò di rinsaldare e rinforzare il repubblicanesimo, poi appoggiò comunque Piero di Cosimo de' Medici, che governò la città dal 1464 al 1469.
Di nuovo però congiurò contro Piero de' Medici, forse per una questione nata dal rifiuto di far sposare suo figlio Lorenzo con una delle figlie di Luca, facendogli tendere un agguato sulla via per Careggi, che fu scampato solo per la destrezza del figlio Lorenzo che era con lui. Arrestato, morì in prigione nel 1473.
I lavori del palazzo erano fermi dal 1464 e la famiglia Pitti fu in seguito costretta a venderlo proprio ai Medici nel 1549.

## La figura
Niccolò Machiavelli lo citò nelle sue Istorie fiorentine come uno dei più ricchi cittadini, con una stima patrimoniale di almeno ventimila ducati.
La costruzione di Palazzo Pitti doveva eclissare in gloria e bellezza il Palazzo Medici. Secondo la leggenda legata al Vasari (priva di altri riscontri), egli scelse il progetto di Brunelleschi scartato da Cosimo perché troppo "sontuoso", pretendendo che le finestre fossero più grandi della porta d'ingresso di Palazzo Medici e che la corte interna lo potesse contenere tutto.
Il vero architetto documentato fu comunque Luca Fancelli e Machiavelli riporta che il Pitti offrì protezione a qualsiasi criminale nelle mura del suo palazzo purché fosse di aiuto nella costruzione e decorazione della dimora. Va comunque ricordato che Girolamo Machiavelli, suo parente, fu uno dei più strenui rivali di Luca Pitti, e fu assassinato durante il suo governo, per cui la visione del grande storico potrebbe essere distorta dalle sue vicende familiari in questo caso.

## Matrimoni e discendenza[2][3]
Sposò in prime nozze il 20 ottobre 1417 Fioretta di Filippo Machiavelli (?-31 gennaio 1447), dalla quale ebbe:
- Bonaccorso Lionardo (24 marzo 1419-?)
- Dianora (1° settembre 1421-?)
- Piero Amerigo (15 novembre 1422-?)
- Filippo (gennaio 1424-?)
- Spinetto (26 marzo 1425-?), Priore nel 1455
- Angiola (14 luglio 1426-?)
- Lisa Caterina (4 aprile 1429-?), sposò nel 1443 Alessandro di Andrea Bardi (12 settembre 1416[4] - ?)

Vedovo, nel 1448 si risposò con Maria di Andrea Bardi, dalla quale ebbe:
- Jacopo (3 febbraio 1449-1527), Priore nel 1496, sposò nel gennaio 1466 Bice di Tommaso Spinelli (1455-?)

Infine, sposò in terze nozze nel 1452 Caterina di Lorenzo Sassoli (?-1482), dalla quale ebbe: 
- Maria, sposò nel 1466 Mario degli Albizi
- Francesca (?-23 settembre 1477), sposò nel 1466 il banchiere Giovanni Tornabuoni
- Alessandra, sposò nel 1471 Dionigi Rucellai
- Oretta (?-1° giugno 1501[6]), sposò nel 1471 Jacopo Rucellai
- Lucrezia, sposò il 22 luglio 1475 Piero Tornabuoni